# Casal Ventoso
O Casal Ventoso é um bairro da cidade de Lisboa, que ocupa uma das encostas do Vale de Alcântara e a zona ocidental da freguesia de Campo de Ourique. Raia com as freguesias de Campolide, Alcântara e Estrela. Fundado nos princípios do século XX, este local adquiriu destaque no seio da sociedade portuguesa devido ao facto de possuir diversos problemas de delinquência, tais como o tráfico e consumo de drogas e prostituição.
O ambiente degradante do bairro marcado por edifícios desgastados, desalojados a morar em barracas, ausência de higiene e condições sociais insuportáveis levaram a um processo de realojamento da população, que veio a concluir-se no ano de 1999, para que se pudesse iniciar uma reconstrução do bairro, de modo a criar uma zona habitável agradável, com espaços verdes, arruamentos, ruas abertas ao trânsito e com uma redução dos problemas relacionados com a criminalidade e insegurança, que se finalizou já no século XXI.
A questão dos problemas com as drogas não se extinguiu, porém reduziu-se após a reconstrução deste bairro e o reforço do policiamento.

## Cultura
- Ricardo Quaresma é um futebolista português que cresceu no bairro do Casal Ventoso.